# Silvio Orlando (rugby à XV)
Pour les articles homonymes, voir Silvio Orlando et Orlando.
Pas d'image ? Cliquez ici

a Compétitions nationales et continentales officielles uniquement.

b Matchs officiels uniquement.
Dernière mise à jour le 21 septembre 2010.
Silvio Orlando, né le 9 février 1981 à Venise (Italie), est un joueur de rugby à XV italien. 

## Biographie
Silvio Orlandi joue en équipe d'Italie et évolue au poste de troisième ligne aile au sein de l'effectif du Benetton Trévise.

## Carrière

### En club
- 1999-2010 : Benetton Trévise
- depuis 2010 : Mogliano Rugby

### En équipe nationale
Il a honoré sa première cape internationale en équipe d'Italie le 15 janvier 2004 à Rome (stade Flaminio) par une défaite 50-9 contre l'équipe d'Angleterre lors du tournoi des six nations 2004.

## Palmarès
- Champion d'Italie en 2003, 2004 et 2006
- Vainqueur de la coupe d'Italie en 2005

## Statistiques en équipe nationale
- 14 sélections en équipe d'Italie depuis 2004
- Sélections par année : 6 en 2004, 5 en 2005, 1 en 2006, 3 en 2007
- Tournois des Six Nations disputés : 2004, 2005
- Coupe du monde de rugby disputée: 2007 (un match contre le Portugal).